# Addington Highlands (Ontario)
Addington Highlands to gmina (ang. township) w Kanadzie, w prowincji Ontario, w hrabstwie Lennox And Addington.
Powierzchnia Addington Highlands to 1288,85 km².
Według danych spisu powszechnego z roku 2001 Addington Highlands liczy 2402 mieszkańców (1,86 os./km²).